# Уокер, Роберт Джон
Роберт Джон Уокер (англ. Robert John Walker; 23 июля 1801 — 11 ноября 1869) — американский политик, сенатор, 18-й министр финансов США, 4-й губернатор территории Канзас.

## Биография
Роберт Уокер родился Нортумберленде, штат Пенсильвания, в семье судьи. В 1819 году окончил юридический факультет Пенсильванского университета, а в 1821 году был принят в коллегию адвокатов. К 1826 году, посредством спекуляций рабами, хлопком и землёй, Уокер смог сколотить себе состояние. В 1838 году, из-за огромного давления со стороны Конгресса, Уокер освобождает рабов.
В 1835 году Уокер был избран сенатором от Демократической партии. Будучи ярым экспансионистом, Роберт Уокер в 1837 году проголосовал за признание Республики Техас. Также, он выступал за низкие тарифы, распределение излишков федеральных средств и был противником Второго банка США.
Как сенатор Миссисипи, Уокер был страстным защитником рабства, и утверждал, что независимость Техаса должна предотвратить его попадание в руки Великобритании, которая была противницей рабства.
8 марта 1845 года президент Джеймс Полк назначил Роберта Уокера на пост министра финансов. На этом посту Уокер осуществлял финансирование Американо-мексиканской войны и подготовил в 1849 году законопроект о создании Министерства внутренних дел США. После ухода из казначейства Уокер занялся предпринимательством и спекуляцией землёй.